# 北村崇郎
北村 崇郎（きたむら たかお、1927年（昭和2年）7月8日 - ）は、日本のアメリカ文学者。
岐阜県関市出身。1954年テキサス州に渡り、1955年再度渡米。1962年国際基督教大学教育学修士、ハワード大学修士、12年間の米国留学ののち、1969年中央大学助教授、教授、1989年名古屋学院大学教授。妻・北村光世（1939 - ）は元青山学院大学教授、ラテンアメリカ文学、ハーブ研究家。息子に英語、スペイン語の二か国語教育を行った。

## 著書
- 『ブルースの彼方へ 黒人文学とその背景』コリア評論社、1969
- 『黒人文学 アフリカからアメリカへ』日本放送出版協会、NHKブックス、1972
- 『見えないアメリカ』研究社出版、1973
- 『変わりゆくアメリカ インサイド・レポート』研究社出版、1981
- 『僕の見た中流のアメリカ人』草思社、1985
- 『こんなに勉強してるのになぜ英語ができないの』草思社、1989
- 『アメリカ』筑摩書房、1990
- 『一世としてアメリカに生きて』草思社、1992
- 『ニグロ・スピリチュアル 黒人音楽のみなもと』みすず書房、2000

### 共著
- 『黒人文学の周辺 シンポジウム』佐藤宏子、関口功、浜本武雄、藤倉皓一郎共著、研究社出版、1973
- 『ヒロシ、君に英語とスペイン語をあげるよ』北村光世共著、草思社、1986
- 『ただいまアメリカ留学中 息子と父の往復書簡』北村洋共著、草思社、1994

### 翻訳
- ラングストン・ヒューズ『自由のための戦列 NAACPの記録』小川出版、1970
- リチャード・ライト『続ブラック・ボーイ』研究社出版、1976

## 参考
- 『現代日本人名録』日外アソシエーツ、2002